# Walma
Walma fou una ciutat del riu Astarpa a la vora de la qual es va lliurar la batalla del riu Astarpa que va suposar el final del regne d'Arzawa i la seva conquesta pels hitites. La ciutat no s'ha localitzat, però devia estar allunyada de la costa, ja que l'exèrcit hitita venia de Kuwaliya (clàssica Frígia en la seva part nord) i baixava al sud cap a Apasa (Efes).